# Ulrikke Hoyer
Ulrikke Hoyer (Dinamarca, 1995) és una model danesa coneguda per haver estat tennista professional. El 2017 va denunciar que havia estat rebutjada a una desfilada creuer de Louis Vuitton per ser "massa grossa" i tenir "la cara i l'estómac inflats". L'agència de càsting d'Ashley Brokaw li hauria suggerit que s'alimentés només amb aigua durant 24 hores.